# Бродок (Харьковская область)
Бродок (укр. Брідок) — село, 
Знаменский сельский совет,
Нововодолажский район,
Харьковская область.
Код КОАТУУ — 6324280502. Население по переписи 2001 года составляет 4 (2/2 м/ж) человек.

## Географическое положение
Село Бродок находится на левом берегу реки Мжа,
выше по течению на расстоянии в 3 км расположено село Пески (Валковский район),
ниже по течению на расстоянии в 2 км расположено село Фёдоровка,
на противоположном берегу — село Круглянка.
Село окружено лесным массивом (дуб).
Через село проходит автомобильная дорога Т-1901.

## Происхождение названия
В некоторых документах село называют как Бородок.
На территории Украины 5 населённых пунктов с названием Бродок.

## Экономика
- Фермерское хозяйство «АНТАРЕС».